# Ahmed Kebaïli
 (juillet 2024).
Si vous disposez d'ouvrages ou d'articles de référence ou si vous connaissez des sites web de qualité traitant du thème abordé ici, merci de compléter l'article en donnant les références utiles à sa vérifiabilité et en les liant à la section « Notes et références ».
Ahmed Kebaïli, né le 21 février 1925 à El Affroun (Wilaya de Blida), mort le 2 septembre 2013 à Blida est un coureur cycliste français et algérien. Il participe à plusieurs reprises au Tour de France au cours de sa carrière. Après l'indépendance de l'Algérie, il devient l'un des responsables du cyclisme de ce pays.

## Biographie

### Enfance
Ahmed Kebaïli, naît le 21 février 1925 dans la Wilaya de Blida. Il fait ses études à l'école Bonnier, de Blida. Âgé de 5 ans, il n'a qu'une idée, aider sa mère. Il a pour but le certificat d'études. Il l'obtient et commence immédiatement à travailler comme électricien chez M. Ambry à l'âge de 13 ans.
Au sortir de l'école, Ahmed Kebaïli, joue au football. Il fait également de l'athlétisme remportant, dans la catégorie cadets, une course de fond et une de vitesse, et réussissant tous les brevets sportifs. « J'aimais aller à la mer en vélo avec les Roumani, Benaoua, Benaceur, Taleb, qui triomphaient de leurs adversaires avec une certaine aisance. Mais, pour cela, il fallait que je passe mon certificat d'étude, ma mère m'ayant promis une machine de semi-course si je réussissais à mon examen, d'autant que cet engin devait m'être utile pour mon travail, assez éloigné de notre appartement. »

### Carrière cycliste
À l'âge de 16 ans, il effectue sa première course : l'éliminatoire du Premier Pas Dunlop. Il termine deuxième de cette compétition, le vélo pour courir ayant été acheté par sa mère le jeudi précédant l'épreuve. En 1942, sa mère meurt. Le Blidéen, dispute toutes les épreuves réservées aux débutants et aux 3e et 4e catégories, les remportant toutes. L'année suivante, Ahmed Kebaïli travaille toujours comme électricien. Il se marie et prend une saison sabbatique.
En 1944, Ahmed Kebaïli intègre les indépendants. Il termine toutes les courses auxquelles il participe dans les dix premiers, et il enlève même le Prix de l'A.S.T.A, devant Georges Galéa, Horosco et Abbès.
1945, est l'année la naissance de son premier enfant, une fille. Ahmed Kebaïli s'adjuge, le Prix de la Jamaïque, le Prix du Vélo Sport Musulman et le Prix du Chapon Fin au cours de la saison.
En 1946, sa femme accouche d'un garçon, lui occasionnant d'ailleurs des charges nouvelles et l'astreignant à abandonner quelque peu le vélo pour faire des heures supplémentaires
En 1947, Ahmed Kebaïli est champion d'Alger au classement par points. Cette compétition se dispute en effet sur cinq courses, ce qui lui permet d'en enlever deux et de se bien classer dans les trois autres. Il est également champion d’Algérie de poursuite et sélectionné pour les Trophées Peugeot, en Métropole, ou dans la troisième et dernière étape, il est leader du classement général avec 11 minutes d'avance. Accidenté, il est contraint d'abandonner. Cette même année, il se classe quatrième du championnat de France des indépendants. Les organisateurs du Tour de France le remarquent et lui offrent l’opportunité de courir la plus grande course du monde. Jugé trop jeune par ses dirigeants, il laisse sa place à Chibane - lequel aura les yeux brûlés par le goudron, à la première étape, et devra finalement abandonner, victime d'un anthrax mal placé.
L'année 1948 le voit triompher dans diverses classiques algéroises et obtenir le titre de champion d'Algérie à Oran. Aux Six Provinces, il termine 11e. Il abandonne sa place au Tour de France à son coéquipier Abdel-Kader Zaaf qui devait, par la suite, se faire un nom sur les routes de la Métropole.
En 1949, il s’adjuge la place de premier des Nord-africains et la cinquième du classement général du Tour d'Algérie. Il abandonne aux six Provinces mais participe au Tour de Suisse avec Zaâf où il termine 15e. Il est une nouvelle fois sélectionné pour le Tour de France mais cède sa place à Lauze.
En 1950, il abandonne au Tour d'Algérie, pour cause de fatigue. Bien reposé, il dispute le Tour du Maroc, finit 5e et 1er des Nord-africains. À Dijon, il remporte le Prix Rion, devant Sowa et Zaâf. Il dispute le Tour de France pour la première fois en compagnie notamment de Custodio Dos Reis. Repêché, Kebaïli est 49e.
Cette performance lui est très utile dans son commerce, car depuis l'année 1952, Ahmed Kebaïli s'est installé comme marchand de cycles. M. Knecht lui offrant la représentation, à Blida des bicyclettes Terrot.
L'année 1955, qu'il débute en remportant le Tour de l'Est algérien et en se classant 6e du Tour du Maroc où il remporte une étape, marque aussi la fin de sa carrière de coureur.

### Après-carrière et hommage
Comme plusieurs autres sportifs algériens, il prend parti pour l'indépendance algérienne et rejoint les combattants de celle-ci. Son militantisme lui vaudra d'être incarcéré à Serkadji, puis au camp de Berrouaghia.
Après l'indépendance, il devient un des dirigeants du cyclisme national et participe en 1970 à la renaissance du Tour d'Algérie. Les organisateurs du Tour de France lui avaient rendu hommage en l'invitant avec son épouse lors d'une étape du Tour 2013. Il était également Président d’honneur de la Fédération algérienne de cyclisme.
Il meurt à l’âge de 88 ans des suites d'une longue maladie,.

## LeLion de l'Atlas
Ahmed Kebaïli fait ses débuts cyclistes en 1941 dans sa ville natale de Blida. Il se fait connaître en France métropolitaine lors des Trophées Peugeot 1947 en passant en tête au col de la Schlucht et au Grand Ballon. Cette même année, il termine 4e du Championnat de France des amateurs indépendants. Il passe professionnel l'année suivante et le reste jusqu'en 1955. Il se distingue par ses qualités de rouleur et de "baroudeur" qui lui valent le surnom de lion de l'Atlas. Des succès d'étapes au Tour d'Algérie et au Tour du Maroc, des titres de Champion d'Algérie, lui valent sa sélection en 1950 pour le Tour de France dans une équipe d'Afrique du Nord. Il termine ce premier Tour à la 40e place. Désormais connu, il participe à quatre autres Tour. En 1952, il remporte l'étape contre la montre du Critérium du Dauphiné Libéré (20e du classement final). L'année 1955, qu'il débute en remportant le Tour de l'Est algérien et en se classant 6e du Tour du Maroc où il remporte une étape, marque aussi la fin de sa carrière de coureur.
Comme plusieurs autres sportifs algériens, il prend parti pour l'indépendance algérienne et rejoint les combattants de celle-ci. Après l'indépendance de son pays, il devient un des dirigeants du cyclisme national et participe en 1970 à la renaissance du Tour d'Algérie.

## Palmarès
| - 1941 - Premier Pas Dunlop - 1943 - 2e du championnat d'Algérie des juniors (78 km) - 1945 - Prix Jamaïque - 1946 - Grand Prix de la Police d'Alger - 2e du Grand Prix du Vélo Sport Musulman - 1947 - Grand Prix du Vélo Sport Musulman - Champion d'Alger - 3e du championnat d'Algérie sur route - 1948 - Champion d'Algérie sur route - Champion d'Algérie de poursuite sur piste - 1949 - 4e étape du Tour d'Algérie - 7e étape du Tour du Maroc - 1950 - Champion d'Algérie sur route - Grand Prix de Mostaganem | - 1951 - Champion d'Algérie sur route - 10e étape du Tour d'Afrique du Nord - 15e étape du Tour du Maroc - 1952 - 2e et 3e étapes du Grand Prix de Constantine - Trophée de la Montagne d'Alger - 6ea étape du Critérium du Dauphiné Libéré (contre-la-montre) - 1953 - Alger-Loverdo - 1954 - Dijon-Saulieu-Dijon : - Classement général - 2e étape - 2e étape du Tour du Maroc - 1955 - Tour de l'Est Algérien - 4e étape du Tour du Maroc |  |

### Résultats sur le Tour de France
5 participations
- 1950 : 40e
- 1951 : hors-délai (7e étape)
- 1952 : 39e
- 1953 : non-partant (5e étape)
- 1954 : abandon (11e étape)

### Tour d'Algérie
- 1949 : 5e
- 1951 : 9e
- 1952 : 8e
- 1953 : 11e

### Tour du Maroc
- 1950 : 5e
- 1951 : 12e
- 1953 : 8e
- 1954 : 6e
- 1955 : 6e